# Burg Rabeneck
Burg Rabeneck ist eine hochmittelalterliche Adelsburg, hoch über dem Tal der Wiesent in der Fränkischen Schweiz im Naturpark Fränkische Schweiz-Veldensteiner Forst. Sie liegt im Gebiet von Waischenfeld im oberfränkischen Landkreis Bayreuth in Bayern.

## Geographische Lage

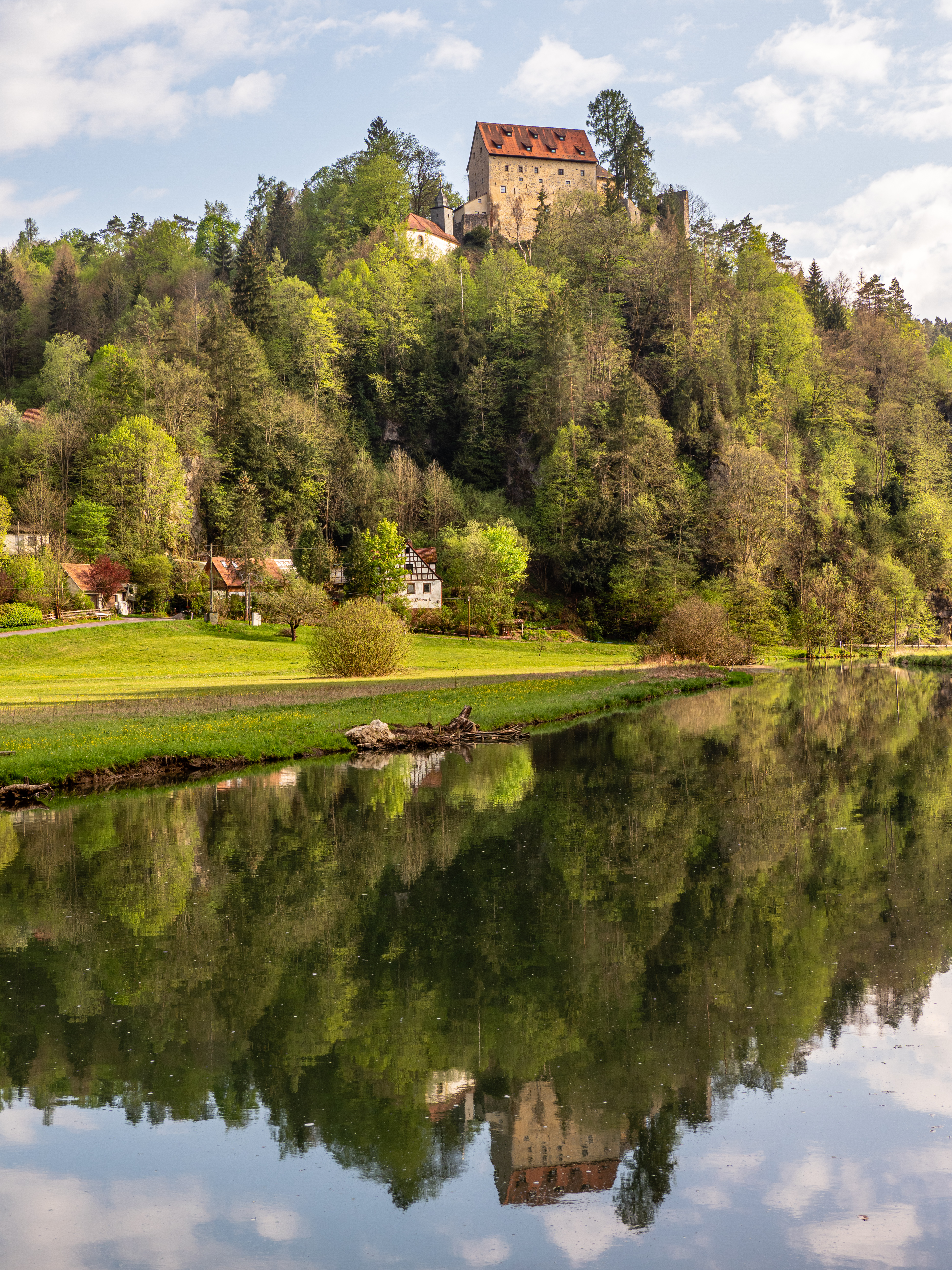
Blick aus dem Wiesentgrund auf Burg und Weiler Rabeneck

Die Höhenburg wurde in etwa 415 m ü. NHN auf einem felsigen Bergsporn über dem Tal der Wiesent erbaut.
Burg Rabeneck an der Wiesent liegt ungefähr auf halber Strecke zwischen der Einmündung der Aufseß flussab bei Doos im Südwesten und dem drei Kilometer entfernten Stadtzentrum Waischenfelds im Nordosten flussauf mit der Burgruine Waischenfeld.
Das Wiesenttal aufwärts näher stand über der Pulvermühle auf dem Galgenberg die Burg Schlüsselberg, die Stammburg der Herren von Schlüsselberg.
Gut drei Kilometer im Osten von Burg Rabeneck befindet sich als Spornburg über dem Tal des Ailsbachs in ähnlicher Höhe die Burg Rabenstein, die vermutlich die Stammburg der Rabenecker war, die zum Stamm der Ministerialen von Rabenstein gehörten.

## Geschichte der Burg

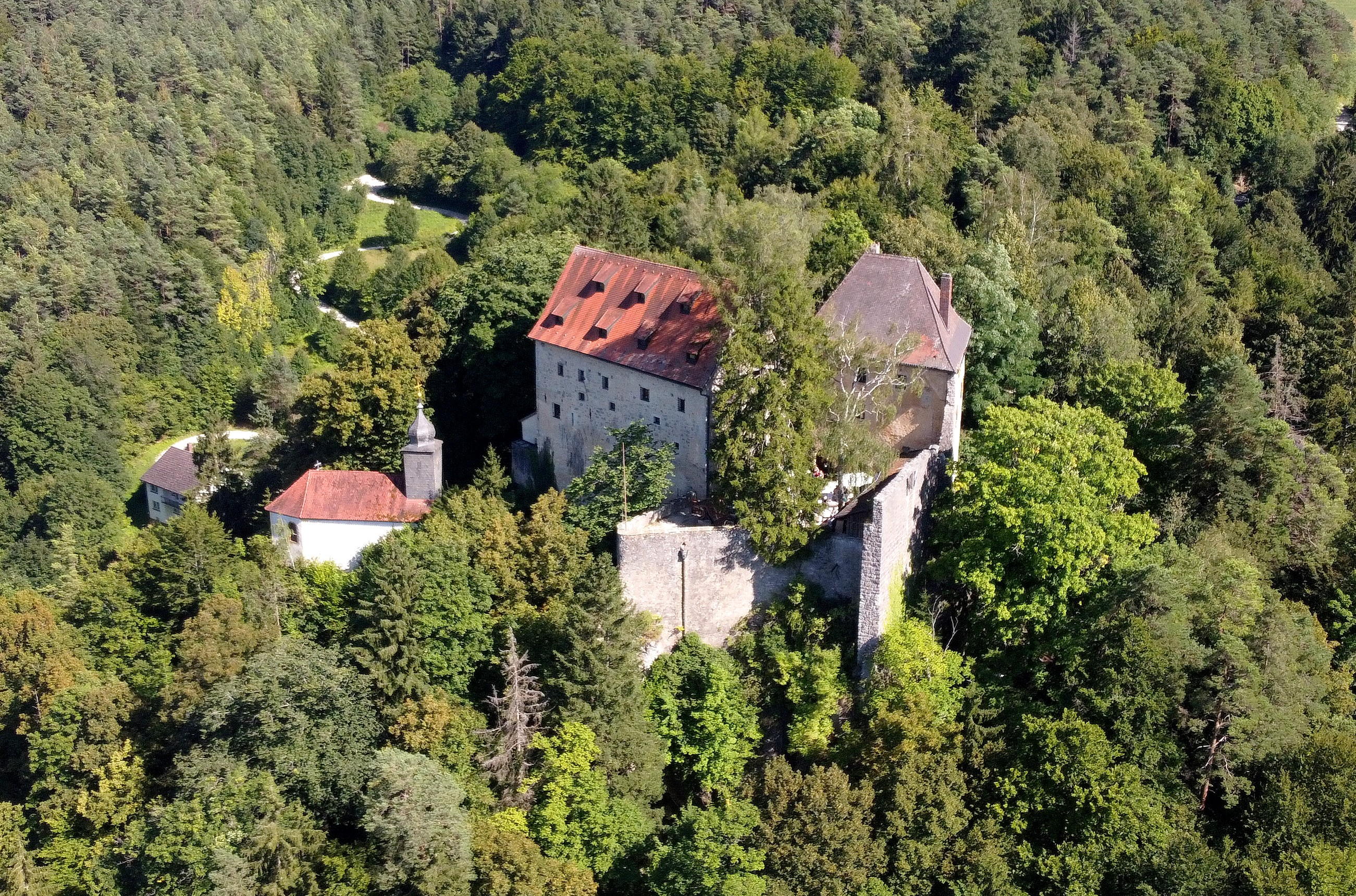
Luftbild der Burg Rabeneck (August 2021)

### Die Gründung der Burg Rabeneck
Der Geschlechtername Rabeneck tauchte zum ersten Mal 1217 in einem Lehnsverzeichnis der Abtei Tegernsee in Verbindung mit der Burg Ebertshausen auf, danach 1242 mit Ulrich, Bürger zu München und mit den 1257 erwähnten Urkundenzeugen „Siboto de Rabeneck“ und „Chunrad de Rabenekke“.
Auch „Nentwich von Rabenekke“, vermutlich geistlichen Standes, erschien 1261 und 1296 in einer Urkunde, „Heinrich von Rabenec“ 1276.
Die Rabenecker von Babenberg stammten vermutlich aus dem Geschlecht der Herren von Rabenstein, darauf deutet das Bestimmungswort Rabe bei Rabenstein und Rabeneck hin, und auch die räumliche Nähe der beiden Burgen spricht dafür.
Der Namensteil -eck deutet auf eine spätere Gründung als bei Burgen, die mit -stein im Namen enden, hin. Darüber hinaus weisen beide Namen einen Bezug zur Halsgerichtsbarkeit auf. Der Rabenstein als Ort des Galgens, die Rabenecke als Richtschwert.
Ein Zweig der Rabensteiner wird die Burg Rabeneck vor 1200 als freieigene Burg erbaut und sich in einer Seitenlinie nach ihr benannt haben. Im Gegensatz zu Burg Rabenstein gehörte Burg Rabeneck nicht zur Herrschaft Waischenfeld, die die Edelherren von Schlüsselberg damals innehatten, dennoch hatten die Schlüsselberger Besitzanteile an der Burg. Wie sie an diese Anteile gelangten, ist nicht bekannt.
Nachdem Konrad von Schlüsselberg 1347 auf der Burg Neideck gefallen war, verkauften der Schwiegersohn Konrads, Graf Günter von Schwarzburg, seine Gattin Reichza und deren Schwester Agnes, die Gemahlin Heinrichs von Plauen, 1348 den Anteil „was er rechts hett an der Burg ze Rabeneck“ dem Bistum Bamberg. Dieser Vertrag wurde 1376 noch einmal von Graf Johann von Schwarzburg und seinem Sohn Günther bestätigt. 1360 klagte Gräfin Sophia von Zollern, eine geborene von Schlüsselberg, erfolglos auf Rückgabe des Anteiles an Rabeneck.

### Burg Rabeneck unter wechselnden Besitzern

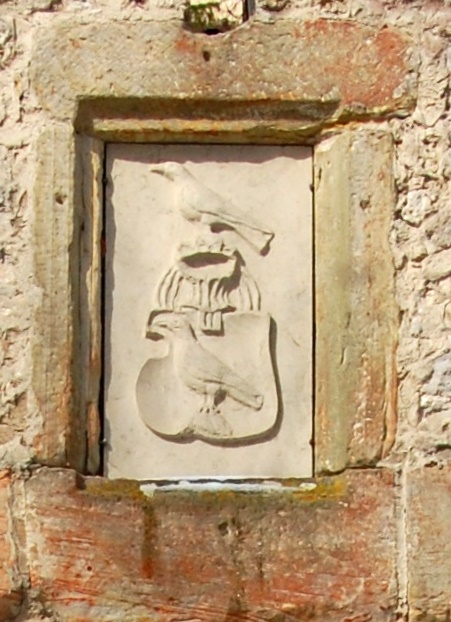
Wappen derer von Rabenstein oberhalb des Burgtores

Im Jahr 1353 befand sich die Burg ganz im Besitz der Rabensteiner, sie hatten wohl den Anteil des vermutlich wegen des Ankaufs der übrigen Schlüsselberger Besitzungen in Geldschwierigkeiten gekommenen Bamberger Bistums aufgekauft. Ab 1360 wurde Rabeneck nicht mehr in Bamberger Besitz erwähnt. Die Rabensteiner räumten 1353 den Burggrafen von Nürnberg für zwölf Jahre das Öffnungsrecht an ihrer freieigenen Burg ein.
1388 war Burg Rabeneck in freieigenem Besitz der Herren von Stiebar, nachdem sie vermutlich Konrad Stiebar, Hofmeister des Bischofs von Bamberg, erworben hatte.
Auch sie räumten den Burggrafen für 700 Gulden das Öffnungsrecht ein. Im gleichen Jahr wurde Rabeneck von den Bambergern Ulrich von Aufseß und Hans Stiebar im Städtekrieg eingenommen, der Grund war wohl das Öffnungsrecht für die Nürnberger.

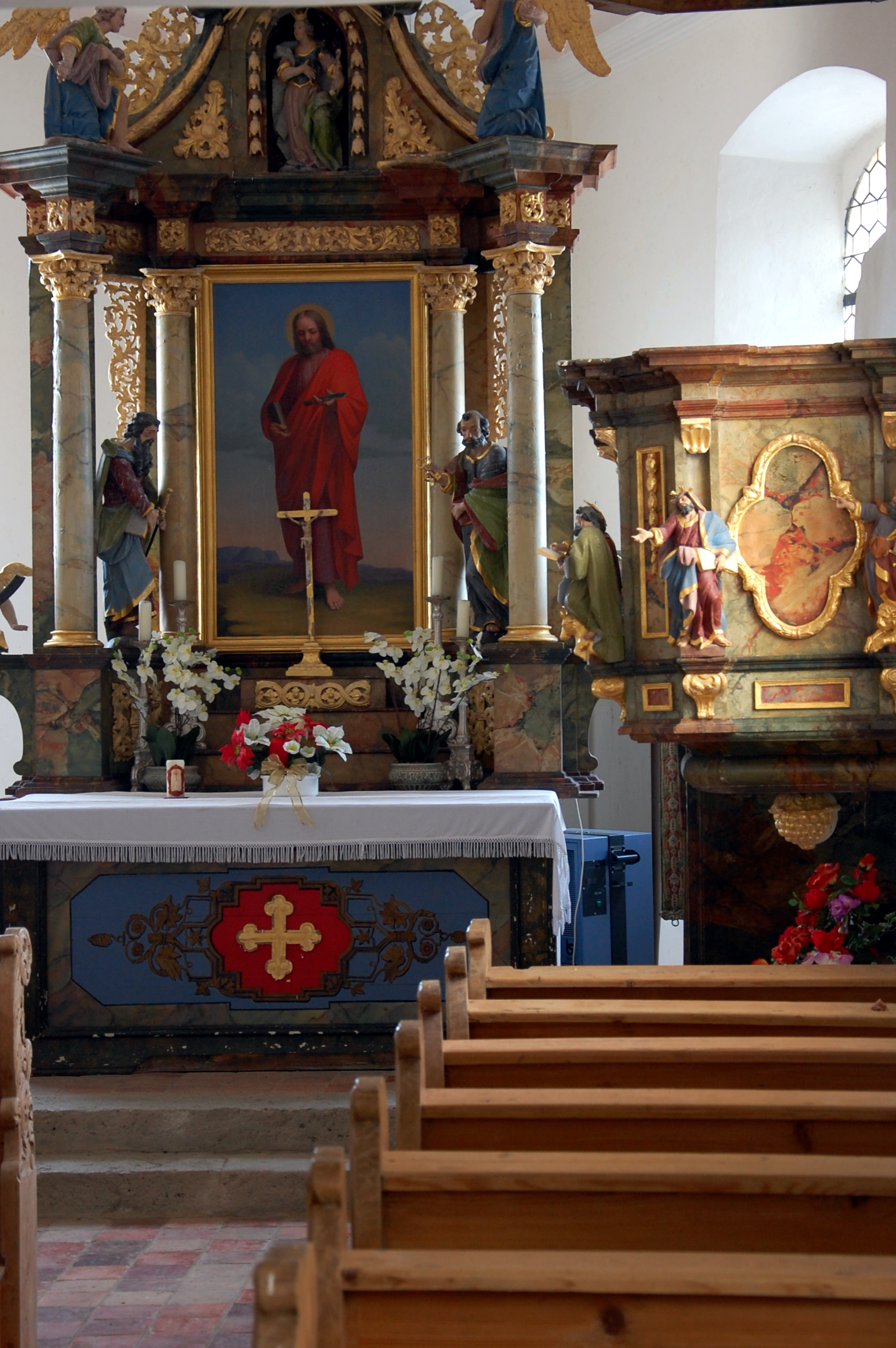
Innenraum der Burgkapelle St. Bartholomäus

Domdechant Friedrich Stiebar stiftete 1415 die Schlosskaplanei, die Bischof Albrecht bestätigte.
Im Bauernkrieg wurde die Burg 1525 Opfer der aufrührerischen Bauern, die sie einnahmen und ausbrannten. Alexander Stiebar zu Rabeneck bekam 485 Gulden und Christoph Stiebar, der die andere Hälfte der Burg besaß, 554 Gulden als Entschädigung. Der Wiederaufbau dauerte bis zum Jahr 1535.
Bis 1530 blieb Rabeneck im Besitz der Stiebar, am 28. Januar 1530 trug Alexander Stiebar seine Hälfte der Burg dem Hochstift Bamberg zu Lehen auf, 29 Jahre später wurde auch Christoph Stiebars Anteil an der Burg Lehen der Bamberger, die jetzt die ganze Burg zu Lehen hatten. Nach dem Tode des stark verschuldeten Christoph kam sein Anteil an seinen Sohn Endres, einen Pfleger zu Pottenstein, der schon 1572 starb und über Wilhelm von Künsberg, der sich schon 1570 zu Rabeneck nannte, an Daniel Rabenstein. Dieser wurde 1577 mit der erkauften Hälfte belehnt. Die zweite Hälfte von Rabeneck blieb länger im Besitz der Stiebar. Nach Daniel Stiebar, dem letzten Angehörigen der Linie zu Rabeneck, inzwischen in geistlichem Stand, kam seine Hälfte an die Stiebarschen Linien zu Buttenheim und Ermreuth.
1603 verkauften die Stiebar ihre Hälfte an ihren Schwager Georg Werner von Rabenstein.
Burg Rabenstein wurde damals schon als baufällig beschrieben
Die Rabensteiner veräußerten die Burg 1620 nach dem Tod Georgs für 36.000 Gulden an das Bistum Bamberg. Wegen erneuter Geldschwierigkeiten des Bistums musste Bischof Johann Gottfried von Aschhausen
das Geld vorstrecken, die Burg blieb so lange pfandweise in seinem und seiner Erben Besitz, bis das Bistum die Summe zurückzahlen konnte. Rabeneck war auch noch 1682 im Besitz derer von Aschhausen.
Die Gulden, die die Rabensteiner bekamen, waren von geringem Wert, so dass Hans Dietrich und Hans Christoph von Rabenstein im zweiten Viertel des 17. Jahrhunderts einen Prozess gegen das Bistum, da sie „nachgehents an bösen Geldt bezahlet“ wurden, anstrengten.
Erst am 2. März 1716 kam ein Vergleich zwischen dem Bischof Lothar Franz von Schönborn und den Rabensteinern zustande, mit dem die Rabensteiner rückwirkend zum 22. Februar wieder in den Besitz der Burg kamen. Von Bischof Lothar bekamen sie 1717 außerdem einem Kredit von 12.000 Reichstalern, der 1719 auf 20.000 Gulden erhöht wurde, um die ruinöse Burg wieder instand zu setzen. Sie erneuerten wohl nur die Hauptburg, die Vorburg blieb wüst.

### Rabeneck im Besitz der Herren von Schönborn
Mit dem Tod von Peter Johann Albrecht von Rabenstein am 19. Mai 1742, dem letzten Rabensteiner auf Rabeneck, erlosch das Geschlecht und das Rittergut Rabeneck fiel an das Bistum Bamberg zurück.
Am 10. Dezember 1742 empfing Graf Franz Rudolph Erwein von Schönborn, der Bruder des Bischofs Friedrich Karl von Schönborn Burg Rabeneck zu Lehen.
Das Domkapitel erkannte aber nach dem Tode des Bischofs Friedrich am 26. Juli 1746 die Belehnung der Schönborner nicht an, so dass es zu einem langwierigen und kostspieligen Prozess vor dem Reichshofrat kam. Der Reichshofrat gab den Grafen von Schönborn Recht, so musste am 1. Oktober 1778 Bischof Adam Friedrich von Seinsheim die Grafen wieder in ihren Besitz einsetzen.

### Nutzung
Im Jahr 1975 wurde die Burg an ihren heutigen Besitzer Norman Schiller verkauft. Die Burg kann gegen Eintrittsgebühr besichtigt werden. Auch Übernachtungen sind möglich.

Historische Abbildungen der Burg Rabeneck
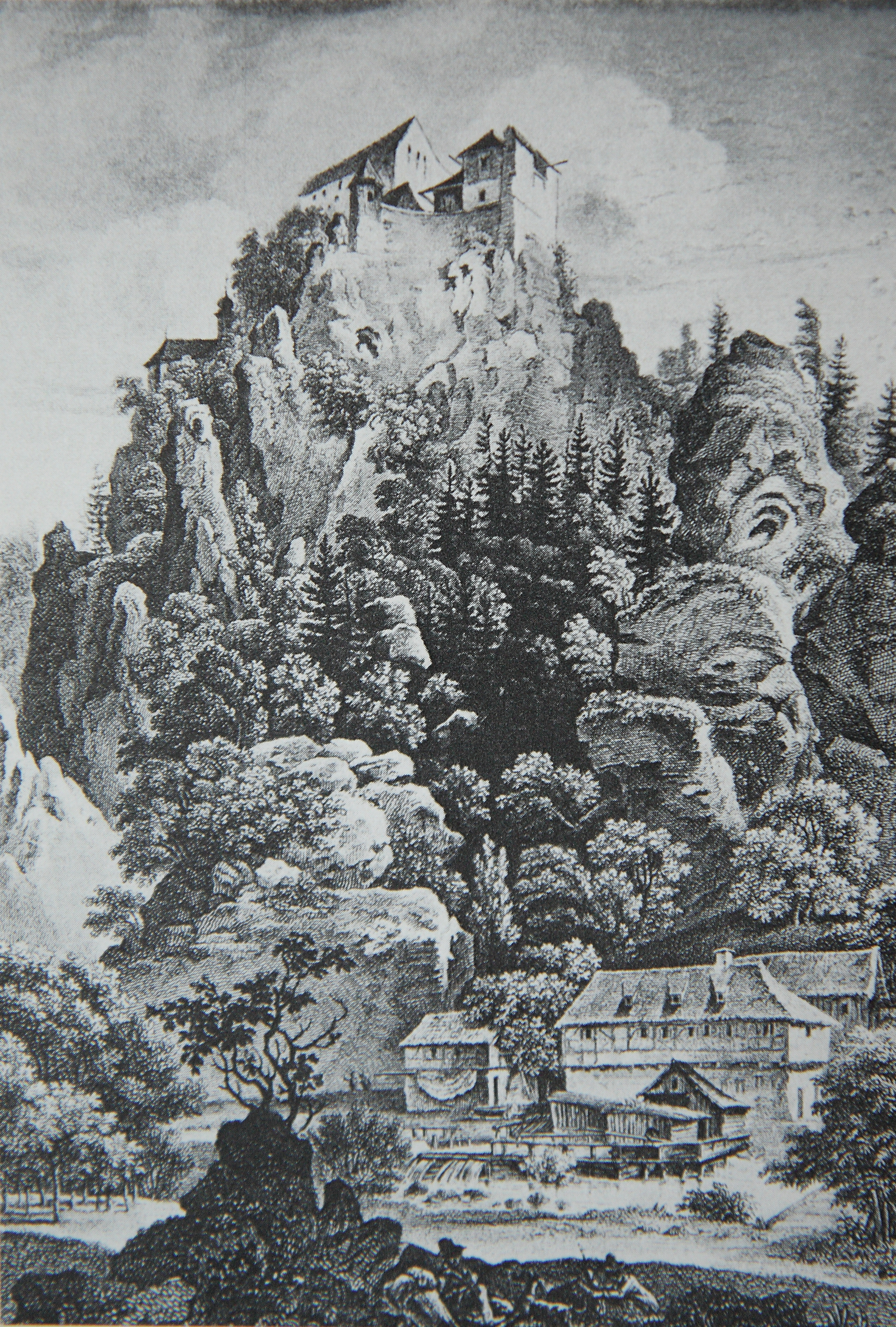
Blick von Westen, Stahlstich (1827) von Friedrich Geissler
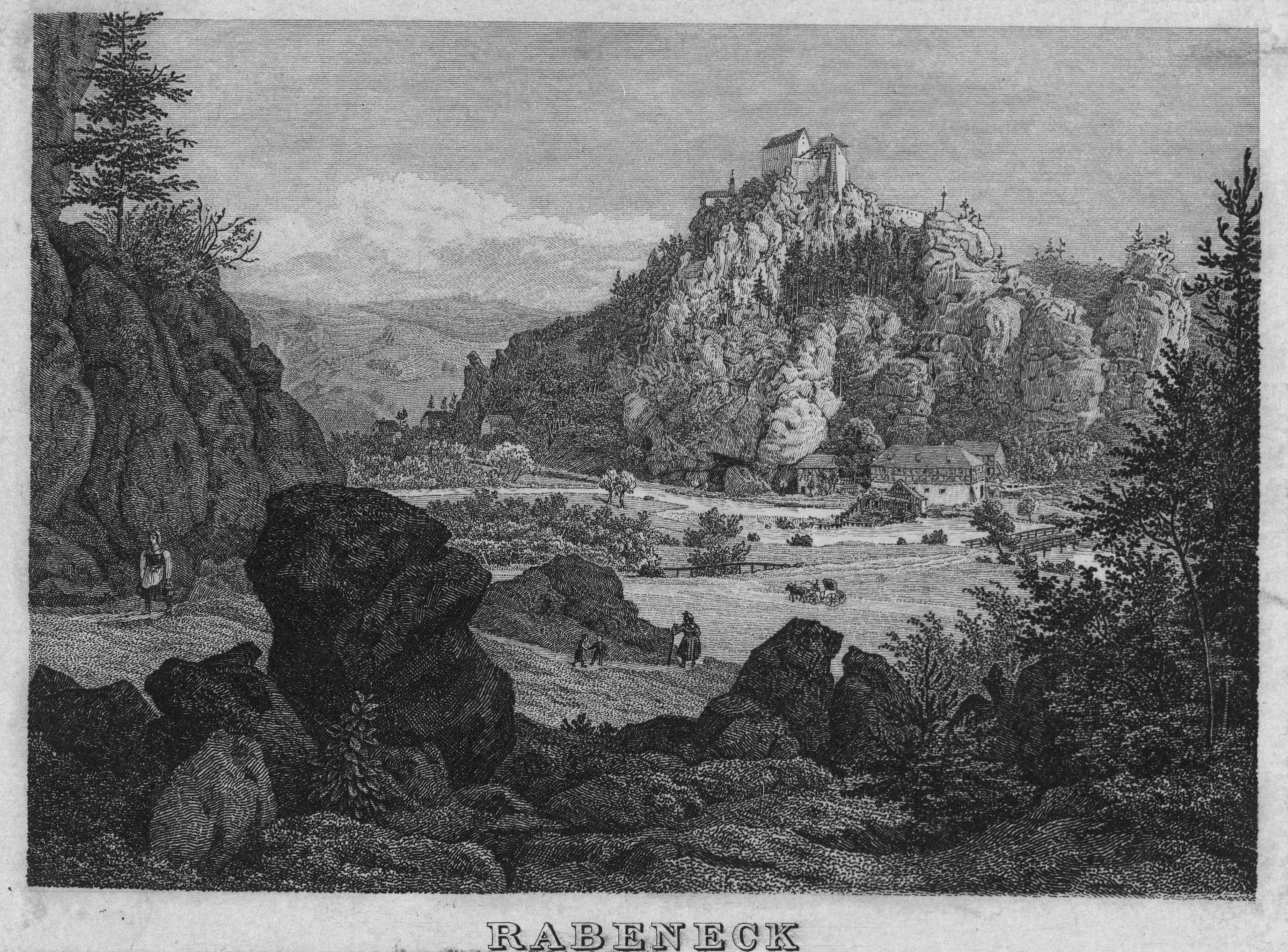
Blick von Westen, Stahlstich (1834) von Conrad Wießner
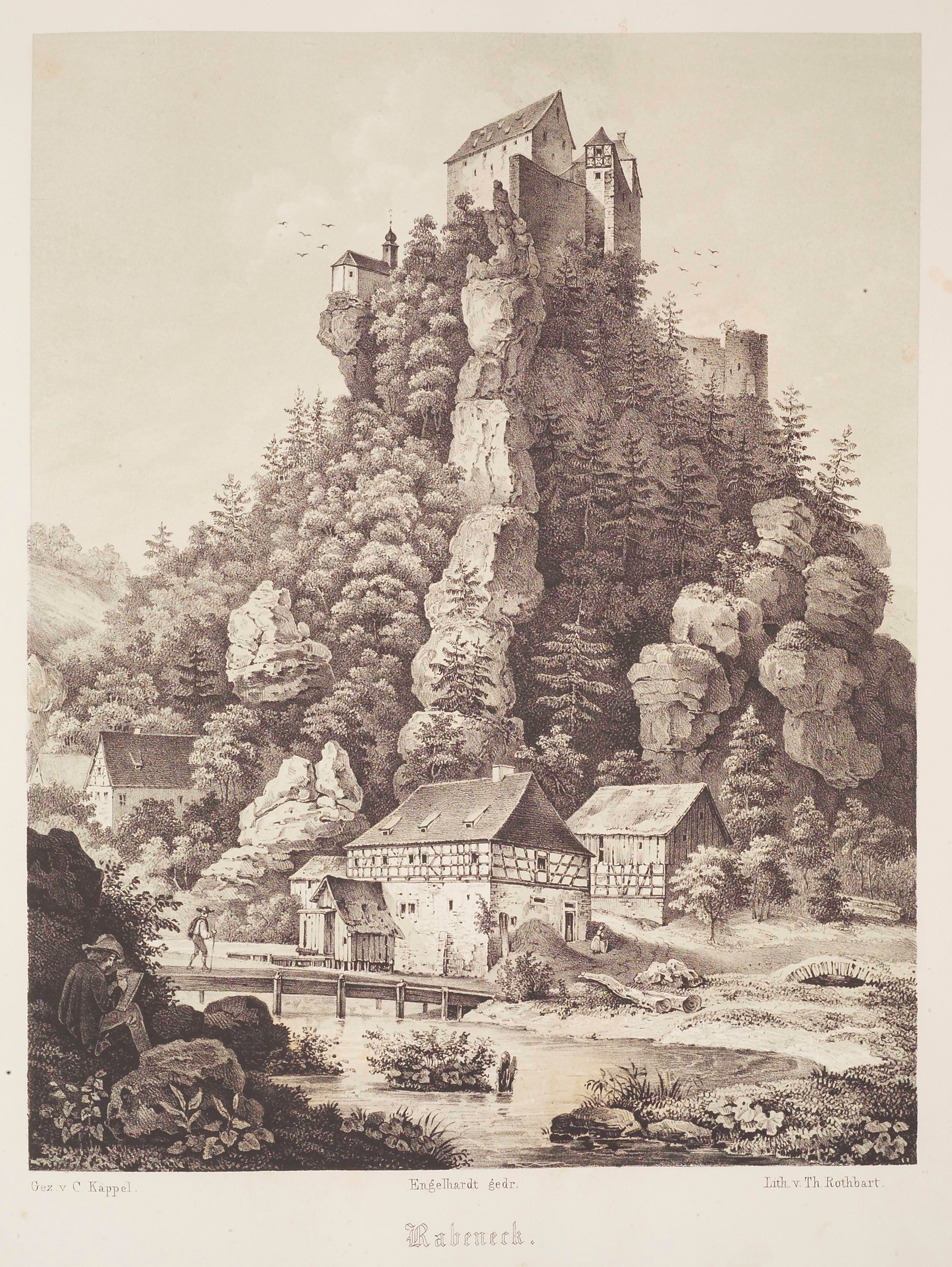
Blick von Westen, Lithografie (um 1840) von Theodor Rothbarth
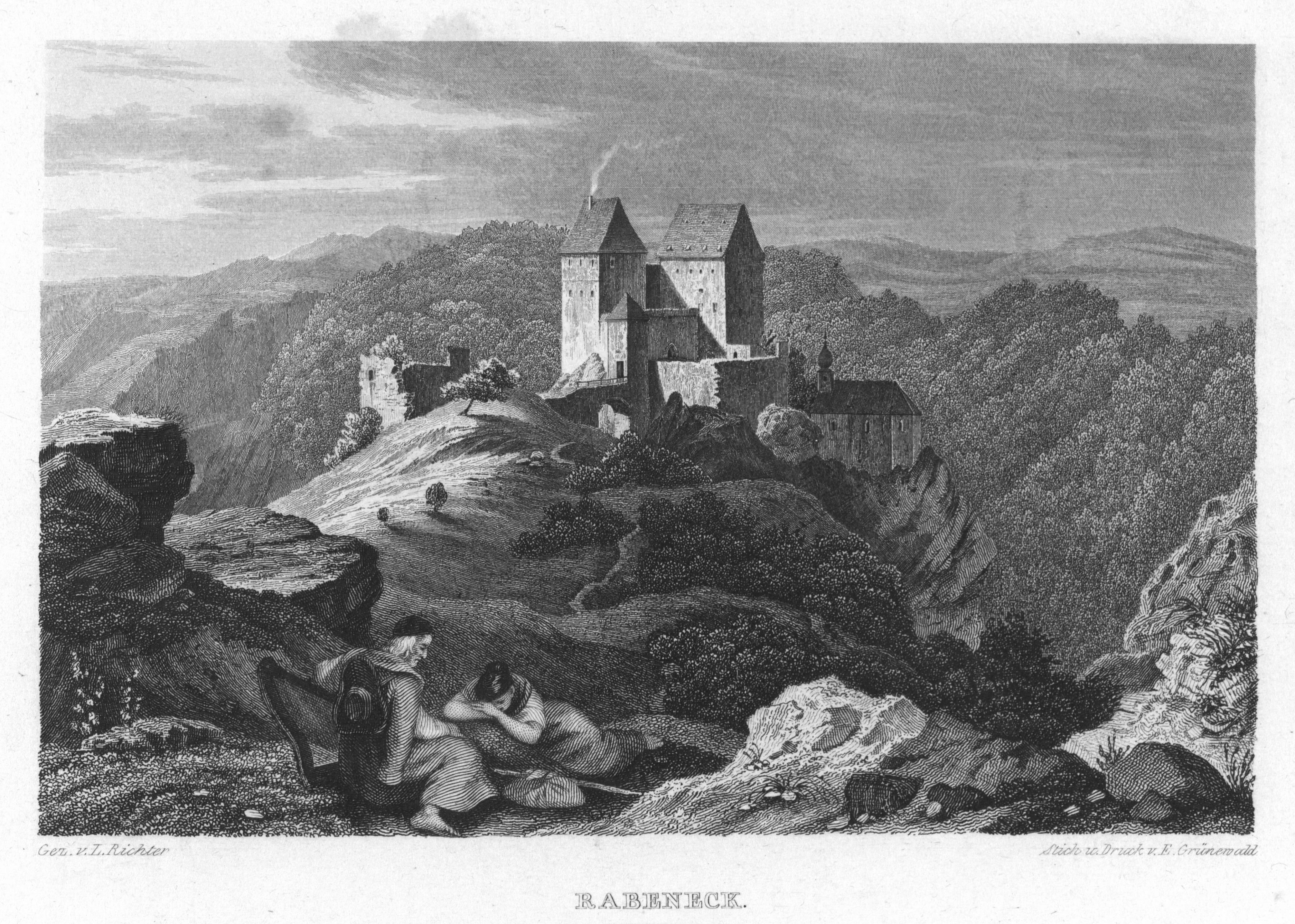
Blick von Südosten, Stahlstich (1840) von E. Grünewald